# Платунов Олексій Валерійович
Олексі́й Вале́рійович Платуно́в — майор Державної прикордонної служби України.
Станом на лютий 2017-го — старший офіцер відділу організаційно-мобілізаційної роботи штабу, Білгород-Дністровський прикордонний загін.

## Нагороди
14 серпня 2014 року — за особисту мужність і героїзм, виявлені у захисті державного суверенітету та територіальної цілісності України, вірність військовій присязі під час російсько-української війни, відзначений — нагороджений орденом «За мужність» III ступеня.